# Mariano Riva Palacio
Pour les articles homonymes, voir Palacio.
Mariano Riva Palais Díaz (né à Mexico le 4 novembre 1803, mort dans la même ville le 20 février 1880) a été un avocat et un  homme politique mexicain. Il a été gouverneur de l'État de Mexico à trois reprises et candidat à l'élection présidentielle en 1850 et 1861.

## Biographie
Il a été fils d'Esteban de la Riva Palais et de María Douleurs Díaz. Il s'est marié avec des Dolores Guerrero en 1831, fille unique de l'insurgé et président Vicente Guerrero, avec qui il a eu 6 fils, dont l'écrivain Vicente Riva Palacio.
Il a réalisé ses études dans le Séminaire Concilier de Mexico en obtenant le titre d'avocat. Il a été regidor de la Mairie de la Ville de Mexico pendant 1829, et à l'an suivant a été nommé maire de la ville.
Il a été député du Congrès, pour la première fois de 1833 à 1834, époque pendant lesquelles sont menées les réformes connues comme les Sept Lois. En onze occasions il a été choisi pour le même poste ou comme sénateur, en accomplissant son dernier mandat en 1868.
Il a été ministre de Trésor de 1845 à 1848, pendant la période présidentielle de José Joaquín d'Herrera.
Il a été nommé gouverneur de l'État de Mexico de 1849 à 1851, pendant son premier mandat, a souligné son labeur en faveur de l'éducation et de l'œuvre publique. Il a commandé à bâtir la pénitentiaire, le monument à Miguel Hidalgo en Toluca et la place d'armes.
En 1851, à la fin de son mandat comme gouverneur, a été nommé ministre de la justice. De 1853 à 1855, pendant la deuxième période de gouvernement d'Antonio López de Santa-Anna , il a été incarcéré et exilé. Après la chute de Santa-Anna, est rentré au Mexique mais il refuse de participer au gouvernement provisoire de Martín Carrera. En 1856, il a participé à la Junte du Desagüe de la Vallée de Mexico.
En 1857, il a été nommé à nouveau gouverneur de l'État de Mexico. Pendant cette période, son gouvernement a réalisé le drainage de la Lagune de Lerma, la construction de chemins, spécialement celui de Mexico à Toluca.
Il est candidat aux élections présidentielles de 1861, mais il a perdu face au président Juárez. Après en 1863, il a été invité par les conservateurs à participer à la Junte de Notables, mais il a rejeté l'invitation. En 1864, pendant le Second Empire mexicain, l'empereur Maximilien lui a offert le portefeuille de Secrétariat à l'Intérieur du Mexique, mais il refuse à cause de ses idées républicaines. Cependant, en juin 1867, il a accepté la nomination d'avocat défenseur de Maximiliano, avec Rafael Martínez de la Torre.
En 1868 il a accompli sa dernière période dans le Congrès, en arrivant à être président de la chambre des Députés. Il est à nouveau gouverneur de l'État du Mexico, de 1869 à 1871.
En 1876, il est directeur du National Mont de piété, et meurt le 20 février 1880 dans la Ville du Mexico. Il est enterré dans le Panteón de San Fernando .